# نمایشگاه بین‌المللی هنرها و فنون در زندگی مدرن
نمایشگاه بین‌المللی هنرها و فنون در زندگی مدرن (به فرانسوی: Exposition Internationale des Arts et des Techniques appliqués à la vie moderne) از ۲۵ مه تا ۲۵ نوامبر ۱۹۳۷ در پاریس فرانسه برگزار شد. موزه انسان و قصر توکیو هر دو در جریان همین رخداد ایجاد شدند.
۴۴ کشور در این نمایشگاه ۱۰۱ هکتاری شرکت کردند. جایزه ویژه نمایشگاه به آلبرت اشپر به خاطر طراحی محل رژه‌های نورنبرگ اهدا شد.

## نگارخانه

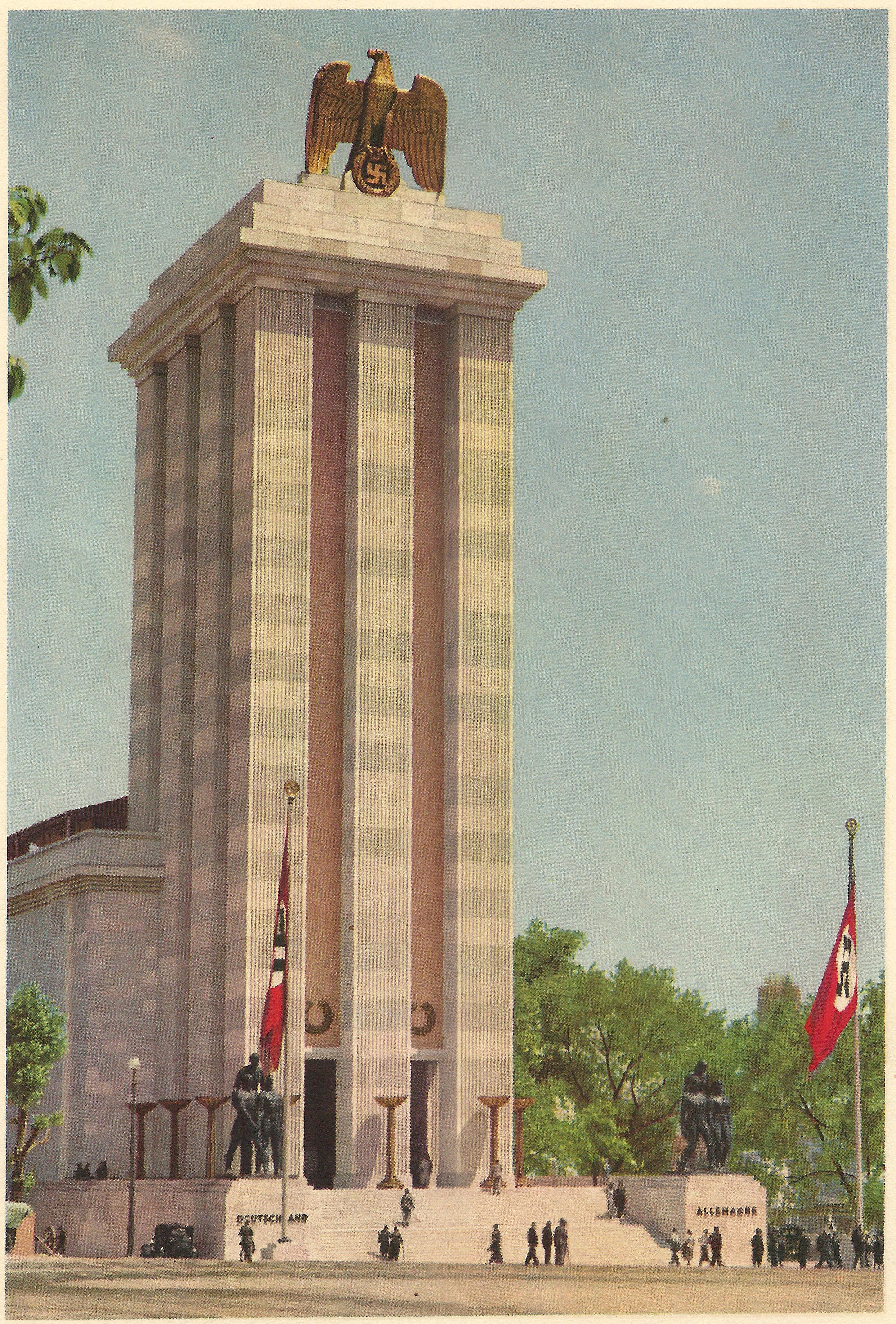
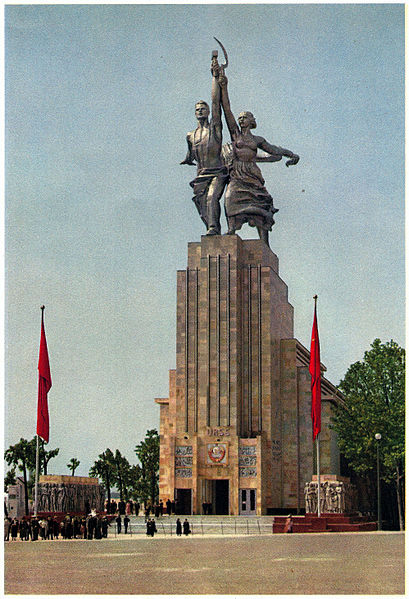
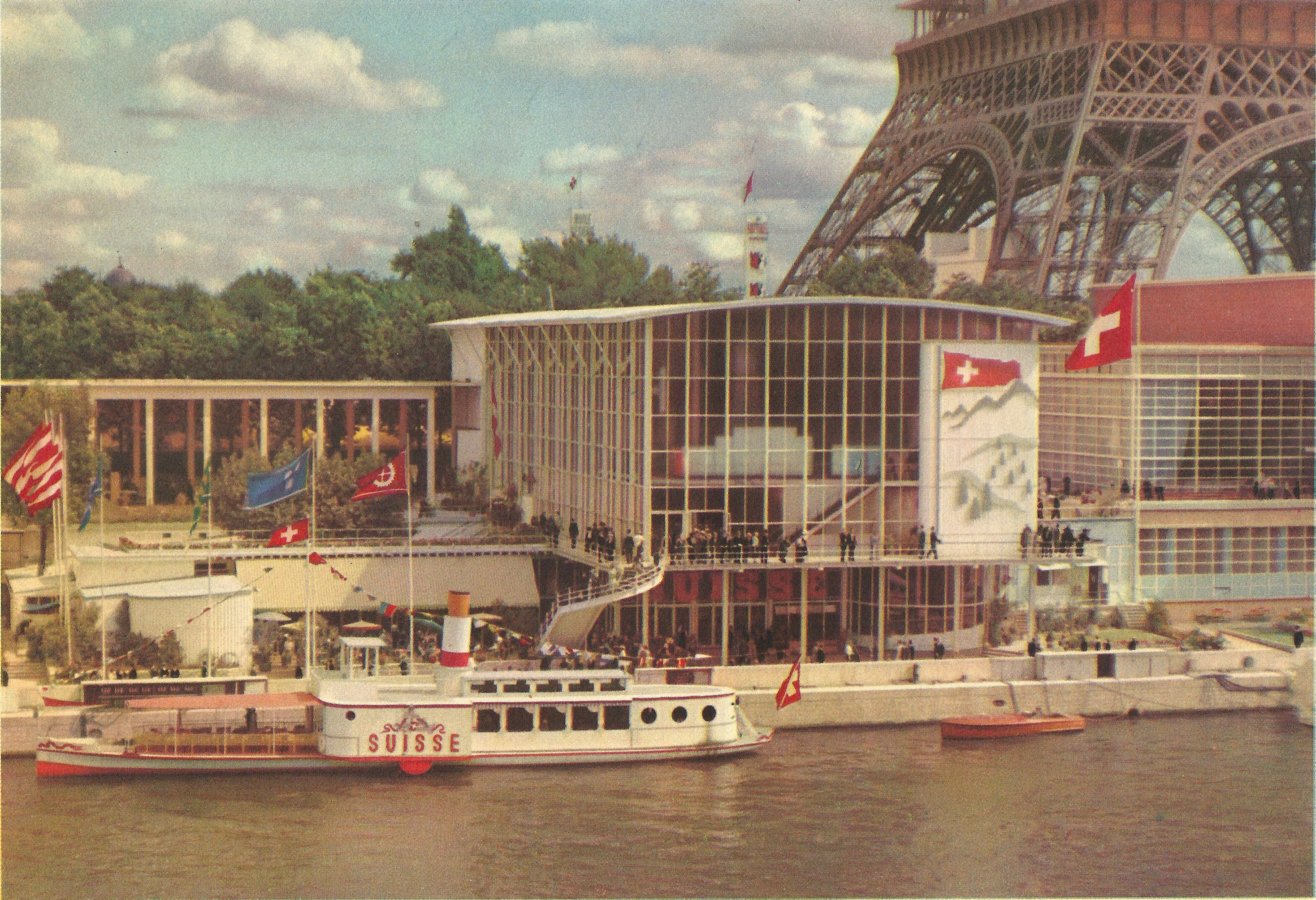
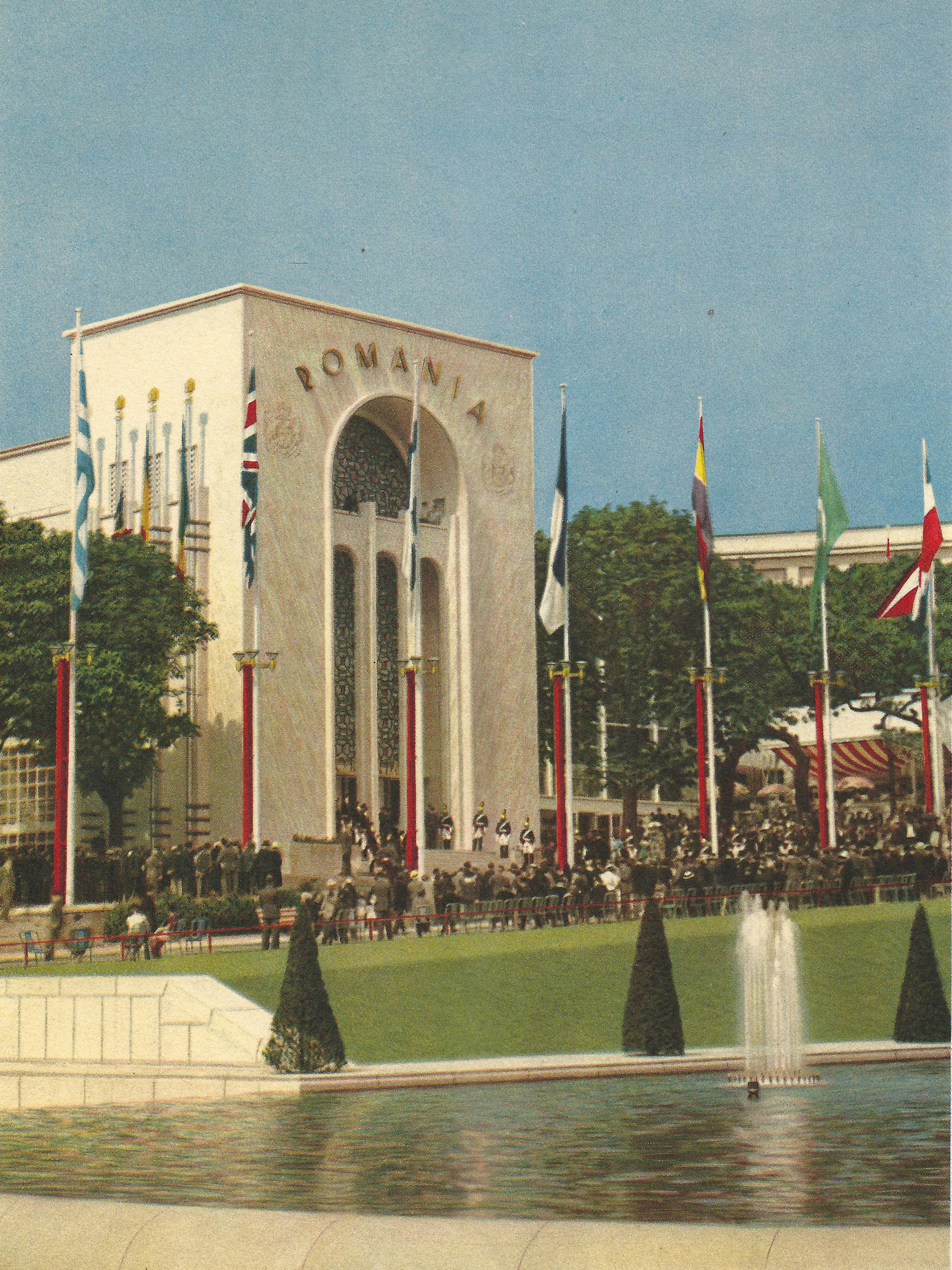